# Heteracris drakensbergensis
Heteracris drakensbergensis är en insektsart som beskrevs av Grunshaw 1991. Heteracris drakensbergensis ingår i släktet Heteracris och familjen gräshoppor. Inga underarter finns listade i Catalogue of Life.